# Кенелі
Кенелі́ (каз. Кенелі) — село у складі Актогайського району Карагандинської області Казахстану. Входить до складу Саритерецького сільського округу.
Населення — 44 особи (2021; 122 у 2009, 50 у 1999, 194 у 1989).
Національний склад станом на 1989 рік:
- казахи — 100 %.

До 1996 року село називалось Караагаш.